# Extensivgrünland

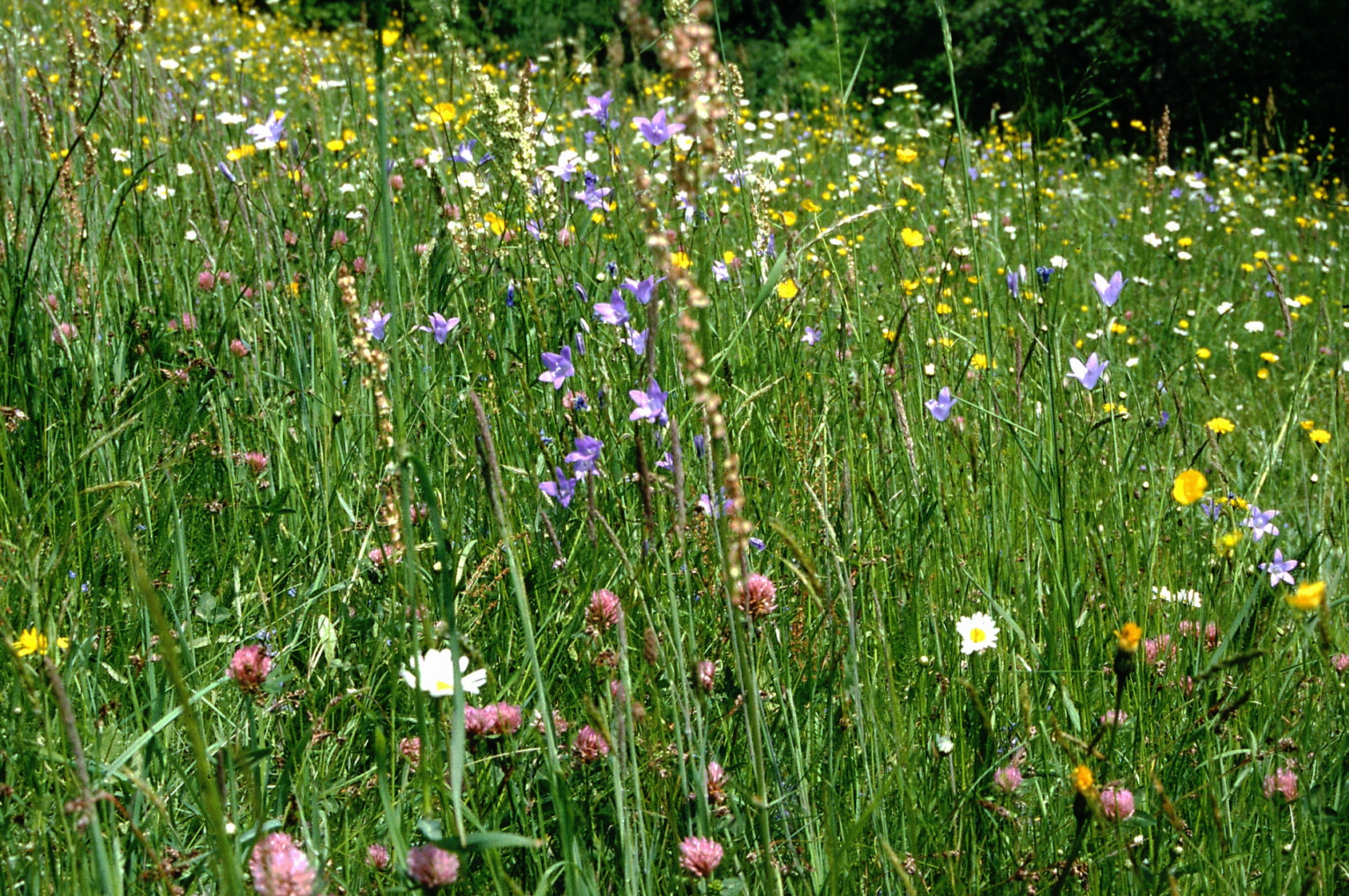
Extensiv-Grünland, Ertrag ca. 60 dt/ha TM bei zwei Nutzungen

Extensive Grünlandwirtschaft ist eine Form der Grünlandwirtschaft (Weide- oder Mahdwirtschaft auf anthropogen geschaffenem Grasland) mit geringem Viehbesatz und ohne Düngung. Die extensive Tierhaltung auf Grünland hat in Mitteleuropa wirtschaftlich nur noch eine geringe Bedeutung (etwa bei der Almwirtschaft oder der Schäferei).
Der vorrangige Einsatzzweck liegt in Deutschland bei der Offenhaltung von naturgeschützten Kulturlandschaften, die historisch durch geringen Baum- und Strauchbewuchs geprägt sind (u. a. Heidelandschaften und Kalkmagerrasen). In diesem Sinne ist die extensive Grünlandwirtschaft eine auf Nachhaltigkeit angelegte Nutzung. Die Offenhaltung dient primär dazu, in Naturschutzgebieten den Wiesenbrütern, wie dem Großen Brachvogel, der Feldlerche und anderen, die Lebensräume und Brutgebiete zu erhalten. Weiterhin dienen diese Flächen dem Kranich als Nahrungsfläche und dem Haarwild, den Hasen und den Rehen als Äsungsfläche.
Unter Extensivgrünland (artenreiches Grünland) werden demnach vorwiegend 1-2-schürige Heu- und Öhmdwiesen verstanden. Es gehören aber auch langjährig extensiv beweidete Flächen dazu. Solches Grünland wird standortgerecht genutzt und erfährt nur eine teilweise Rückführung der Nährstoffe über Wirtschaftsdünger (Stallmist, Jauche). Artenreiche Wiesen gehören zu den sogenannten FFH-Biotopen und genießen nach EU-Recht (Natura 2000) einen besonderen Schutz.
Abgrenzung
Extensivgrünland darf jedoch nicht mit „extensiviertem Grünland“ gleichgesetzt oder verwechselt werden, das sich durch Reduzierung von Nutzungshäufigkeit und Düngung aus artenarmem Wirtschaftsgrünland heraus entwickelte, in der Regel aber (noch) nicht den besagten bioökologischen Wert besitzt.

## Steckbrief Extensivgrünland

### Allgemeine Bedeutung
- Ökologisch günstigste Landnutzungsform, (vor allem für die Tier- und Pflanzenwelt) mit mäßiger bis geringer Grundfutterqualität
- Landschaftsästhetik, hoher Erholungs- und Erlebniswert
- Grundwasser-Schutz

### Ökonomische Merkmale
Grünlandtyp:
- Hochgras- und mittelgrasreiche Wiesen (Glatthafer, Wiesen-Goldhafer) bzw. Extensivweiden.

Nutzungstyp:
- Heubereitung bei Weiden: Standweide, Hutung, Alm.
- Anzahl der Nutzungen: 1 bis 3

Ertragsspanne:
- 30 bis 70 dt TM pro ha (bei nur teilweiser Nährstoff-Rücklieferung über Hofdünger)

Qualitätsspannen:
- Energiedichte: 3,5 bis 5,8 MJ NEL pro kg TS
- Eiweißgehalt (Rohprotein): 8 bis 14 %

Milchleistung aus dem Grundfutter:
- bis 3000 kg pro Milchkuh und Jahr

### Ökologische Merkmale
Standort:
Häufige standörtliche Gegebenheiten:
- flachgründige Böden, gern mit periodischer Trockenheit, oder
- jährliche Niederschlagssumme unter 700 mm, oder
- stark hängige Standorte, oder
- Bodenarten: Sand, anlehmiger Sand, lehmiger Sand

Artenreichtum:
25 bis 50 Pflanzenarten pro 25 m² Referenzfläche.

#### Indikatorarten
Pflanzen sind ausgezeichnete Indikatoren für die pedologischen, hydrologischen und trophischen Verhältnisse am Wuchsort (vergl. Zeigerwerte nach Ellenberg). Darüber hinaus geben sie auch Auskunft über die Nutzungs- bzw. Pflegeintensität der Fläche (vergl. Nutzungswertzahlen nach Briemle und Nitsche). Werden mindestens vier Arten aus folgendem, 28-zähligen Artenkatalog auf einem Grünlandschlag gefunden, handelt es sich um artenreiches Grünland (Extensivgrünland). Dies wird nach MEKA B4 des baden-württembergischen Agrar-Umweltprogramms gefördert. Die Indikatorarten eignen sich darüber hinaus auch zur Abgrenzung von FFH-Wiesentypen nach EU-Recht mit der Nummer 6510 (magere Flachland-Mähwiesen) und 6520 (Berg-Mähwiesen).

## Steckbrief Biotopgrünland

Biotop-Grünland, Ertrag ca. 30 dt/ha TM bei einer Nutzung

"Biotopgrünland" ist ein Sammelbegriff für Grünland, das nicht (mehr) primär der landwirtschaftlichen Futter- oder Streugewinnung dient. Dabei handelt es sich um Magerwiesen oder -weiden extremer Standortverhältnisse, auf denen die allgemeine Nährstoffverfügbarkeit entweder wegen zu trockenen oder zu nassen Bodens gering ist. Die Größenordnung der natürlichen Biomasse-Produktion liegt auf Magerrasen-Niveau und damit unter 35 dt TM/ha. Die Pflanzengesellschaft stellt das artenreichste Ökosystem Mitteleuropas dar: Auf 25 m² Referenzfläche kommen bis zu 70 Gefäßpflanzenarten vor. Diese Vielfalt wird in keinem anderen Biotop-Typ erreicht!

### Biotopgrünland (pflanzensoziologisch)
Übersicht der wichtigsten Pflanzengesellschaften des oligotrophen Biotop-Grünlandes (1 bis 2 Nutzungen) Mitteleuropas:
- Klasse: Trocken- und Halbtrockenrasen (Festuco-Brometea, Br.-Bl. & Tüxen 1943)
  - Ordnung: Kalkreiche Trocken- und Halbtrockenrasen (Brometalia erecti, BR.-BL. 1936)
  - Verband: Kalkmagerwiesen und -weiden (Bromion erecti, KOCH 1926)
- Klasse: Heiden und Borstgras-Triften (Nardo-Callunetea, PRSG. 1949)
  - Ordnung: Borstgras-Rasen (Nardetalia, OBERD. 1949)
    - 1. Verband: Hochmontane Borstgras-Matten (Nardion, BR.-BL. & JENNY 1926)
    - 2. Verband: Tieflagen-Borstgras-Heiden (Violion caninae, SCHWICK. 1944)
    - 3. Verband: Pfeifengraswiesen (Molinion caeruleae, KOCH 1926)
    - 4. Verband: Brenndolden-Pfeifengraswiesen (Cnidion dubii, BAL.-TUL. 1965)
- Klasse: Flach- und Zwischenmoore: Scheuchzerio-Caricetea fuscae (Tx. 1937)
  - 1. Ordnung: Bodensaure Flachmoore (NORDHAG. 1937)
    - 1. Verband: Silikat-Kleinseggenwiesen (Caricion fuscae KOCH 1926 em. KLIKA 1934 = Caricion nigrae, BR.-BL. 1949)
    - 2. Verband: Schlenken-Gesellschaften (Rhynchosporion albae, KOCH 1926)
    - 3. Verband: Mesotrophe Zwischenmoore (Caricion lasiocarpae, VANDEN BERG. apud LEBRUN et al. 1949)

  - 2. Ordnung: Kalk-Flachmoore und -sümpfe (Toflieldietalia, PREISING apud OBERD. 1949)
    - Verband: Kalk-Kleinseggenwiesen (Caricion davallianae, KLIKA 1934 = Eriophorion latifolii nach Br.-Bl. & Tx. 1943)

### Biotopgrünland (administrativ)
Die deutschen Bundesländer schützen ihr jeweiliges Biotopgrünland als Naturschutzgebiete oder Naturdenkmale. Erhalt und Pflege werden in der Regel durch den Vertragsnaturschutz (Pflegeverträge zwischen Behörde und Landwirt) gewährleistet.
Auf europäischer Ebene sind wertvolle Grünlandbiotope durch Natura 2000 und dort durch die sog. Fauna-Flora-Habitat-Richtlinie (FFH-Richtlinie) geschützt. Die einzelnen Mitgliedsländer sind gehalten, die folgenden Biotop-Typen beim Grünland zu erhalten:
FFH-Lebensraum Nr.:

- 5130 (Wacholderheiden)

- 6210 (Trespen-Schwingel-Kalktrockenrasen)

- 6230 (artenreiche Borstgrasrasen)

- 6410 (Pfeifengraswiesen)

- 7230 (kalkreiche Niedermoore)

### Pflege von FFH-Biotopgrünland
- FFH-Biotoptypen 6150, 6410 und 7230 (Streuwiesen, Pfeifengras- und Kleinseggenwiesen) vom pflanzensoziologischen Verband des Molinion caeruleae (KOCH, 1926) bzw. Caricion davallianae (KLIKA, 1934) oder Caricion fuscae (KOCH, 1926)
  - Standortspezifische Biomasse-Produktion: 30–60 dt TM/ha.
  - Mahdzeitpunkt (1-schnittig) zwischen Anfang Oktober und Ende November.
  - Das Mähgut ist zwingend von der Fläche zu entfernen.
- FFH-Biotoptypen 5130, 6210 und 6230 (Kalk- und Silikatmagerrasen vom pflanzensoziologischen Verband des Mesobromion erecti (BRAUN-BLANQUET et MOORE 1938) bzw. Nardion (BAUN-BLANQUET et JENNY, 1926) und Violion caninae (SCHWICK. 1944))
  - Standortspezifische Biomasse-Produktion: unter 35 dt TM/ha.
  - Mahdzeitpunkt (1-schnittig) Mitte Juli bis Mitte August.

### Sonstige Pflegehinweise
1. Wegen der geringen Vegetationsdynamik genügt ein Pflegeintervall von 2 Jahren. Damit wird auch die Faunenvielfalt (z. B. bei Schmetterlingen, Heuschrecken, Zikaden) gefördert. Hinsicht der Wahl des Pflegeverfahrens sollte „Mähen mit Abräumen“ dem „Mulchen“ (Zerkleinerungseffekt) vorgezogen werden.
2. Handelt es sich um Wacholderheiden oder Silikat-Magerweiden, ist die überkommene Beweidung mit durchschnittlich 12 Schafen bzw. 2 Jungrindern/ha (Standweide mit einer Besatzdichte von 1,2 GV/ha) angezeigt.
3. Im Gegensatz zu den mesotrophen FFH-Wiesentypen 6510 und 6520 (Flachland- und Bergmähwiesen) ist zum langfristigen Erhalt des oligotrophen Biotopgrünlandes keine Düngung erforderlich.

### Beispiel einer extensiven Grünlandbewirtschaftung im Landkreis Cuxhaven

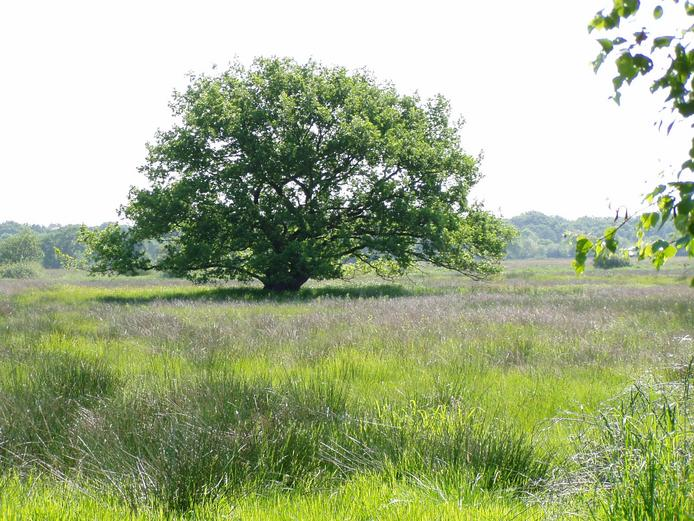
Beispiel Stoteler Moor: Die Grünlandfläche ist mähbar …

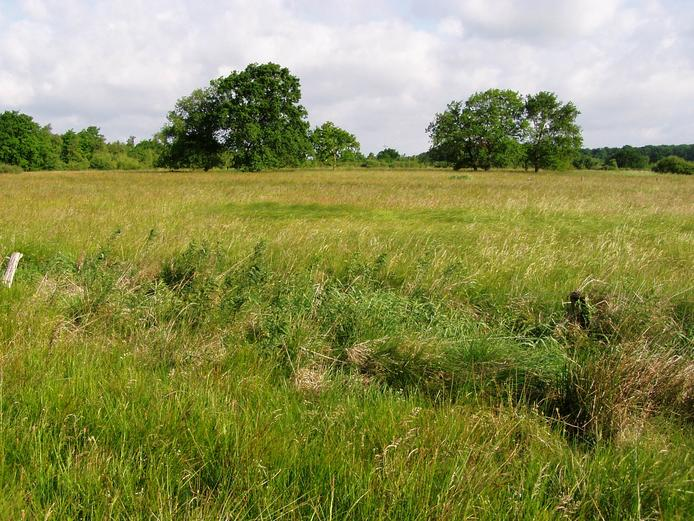
… der Regen bestimmt die Bewirtschaftungsmöglichkeiten

Grundsätzlich wünscht das Naturschutzamt Landkreis Cuxhaven, die Grünlandflächen im Naturschutzgebiet, wenn sie befahrbar sind, extensiv bewirtschaften zu lassen.
Bei den kreiseigenen Flächen schließt das Naturschutzamt mit den Landwirten eine Pflegevereinbarung ab. Bei den landeseigenen Flächen wird dieses vom Domänen-Amt vorgenommen. Dieser Vertrag ist kündbar, er läuft vom 1. November bis zum 31. Oktober eines jeden Jahres und verlängert sich automatisch um ein Jahr, wenn von keiner Seite gekündigt wird. Der Vertrag kann mit einer Frist von drei Monaten vor Ablauf des Pachtjahres von beiden Seiten gekündigt werden. Die Pflege ist kostenlos, die Bewirtschaftung unentgeltlich. Sollte die Vereinbarung über Pflegemaßnahmen nicht eingehalten werden, kann der Landkreis die Vereinbarung mit sofortiger Wirkung auflösen.

#### Entschädigung
Der Landwirt kann diese Flächen mit in den Flächennachweis bringen und bekommt dafür Flächenprämie. Diese Flächenprämie ist an der Bewirtschaftung dieser geschützten Grünlandflächen gebunden.

#### Bewirtschaftungsform
Die Grünlandflächen müssen mindestens einmal pro Jahr gemäht und das Mähgut abgetragen werden. Mulchen und Verrottung auf der Fläche ist wegen der Eutrophierung (Eigendüngung) nicht erlaubt. Gemäht werden darf erst nach dem 1. Juli. Eine kurzfristige Terminverschiebung ist machbar, unter Abklärung mit dem zuständigen Naturschutzamt.

#### Beweidung
Eine Beweidung von Schafen oder Jungrindern ist möglich, bedarf aber der Genehmigung des zuständigen Naturschutzamtes. Das Beweiden mit Pferden ist nicht gestattet.
Wanderschäfer ziehen mit ihren Herden über Äcker und Rasenflächen. In der Absprache mit Kommunen und Landwirten lassen sie diese Flächen beweiden. Neben der naturpflegerischen Arbeit, die von den Schafen geleistet wird, verbreiten die Tiere auch ihren hochwertigen Dünger.
Flächen, die nicht beweidet werden sollen, werden von den Landwirten durch Strohbündel gekennzeichnet. Grünlandwirtschaft ist eine hochspezialisierte landwirtschaftliche Betriebsform, bei der durch Nutzung von Grasland Viehhaltung betrieben wird. Ziel ist entweder die Produktion von Milch oder die Mast von Tieren für die Fleischproduktion. Anders als bei nomadischer Viehzucht wird saisonaler Futtermangel durch Zukauf oder Anbau von Futtermitteln (Futterbau) überwunden.
Grünlandwirtschaft wird meist in Regionen betrieben, in denen die klimatischen und topographischen Gegebenheiten den Anbau von landwirtschaftlichen Kulturen wie Getreide oder anderem nicht zulassen.

#### Düngung der Flächen
Das Düngen mit Mineraldünger, Gülle oder Stallmist ist grundsätzlich verboten. Der Bewuchs ist so zu nutzen, wie man ihn vorfindet. Pflanzenschutzmittel dürfen nicht eingesetzt werden.
Eine Grasveredlung durch Nachsaat ist nicht erlaubt. Der Boden darf nicht umgebrochen werden. Entwässerungsmaßnahmen wie Drainage sind ebenfalls untersagt.
Den Boden schleppen, walzen und sonstige Bodenbearbeitung ist in der Zeit vom 15. März bis zum Mähtermin 1. Juli zu unterlassen, bei beweideten Flächen schon ab dem 20. Juni. Das Lagern von Rundballen und Anlegen eines Silos auf diesen Flächen ist nicht gestattet. Das Aufstellen von Fütterungseinrichtungen bedarf einer Genehmigung.
Die ordnungsgemäße Bewirtschaftung wird überwacht.